# Saint-André-des-Eaux, Côtes-d'Armor
Saint-André-des-Eaux (tiếng Breton: Sant-Andrev-an-Doureier) là một xã của tỉnh Côtes-d’Armor, thuộc vùng Bretagne, tây bắc Pháp.

## Dân số
Người dân ở Saint-André-des-Eaux được gọi là Andréanais.